# Manduria
Acest articol se referă la orașul italian, vezi și strâmtoarea purtând același nume; Manduria din Marea Ionică.
Manduria este un oraș în Italia, regiunea Apulia.

## Istorie
În antichitate Manduria a fost centrul unor triburi mesapice. În 338 î.Hr., într-un război cu orașul vecin Taranto a fost ucis regele Spartei, Archidamos al III-lea, care a fost ingropat în afara zidurilor cetății. Apoi a fost cucerit de romani, iar după căderea Imperiului Roman de Apus de către longobarzi. În secolul al X-lea a fost distrus de pirați saraceni. Locuitorii au fondat noul oraș, purtând numele de Casalnuovo la câțiva kilometri de orașul vechi. Din secolul al XVIII-lea, orașul a revenit la vechiul nume, Manduria.

## Limba
Dialect Mandurian: Dialectul mandurian este un dialect vorbit în teritoriul orașului Manduria (Italia).

## Obiective turistice
- Palazzo Imperiali - construit în 1717
- Catedrala San Giorgio său "Chiesa Madre"- construit în secolul al XVIII-lea
- Biserica Santa Trinita - edificat în secolul al XII-lea
- Biserica Santa Lucia - construit în 1540
- Biserica Pietro Mandurino
- Biserica Santissima Immacolata
- Biserica Santissima Rosario
- Izvorul lui Pliniu - numele derivă de la faptul că a fost menționat în monografia lui Pliniu cel Bătrân
- San Pietro in Bevagna - o stațiune turistică de vară pe malul Mării Ionică

## Demografie
Manduria - evoluția demografică

|  | Graficele sunt indisponibile din cauza unor probleme tehnice. Mai multe informații se găsesc la Phabricator și la wiki-ul MediaWiki. |

Date: Recensăminte sau birourile de statistică - grafică realizată de Wikipedia

1. ↑  Superficie di Comuni Province e Regioni italiane al 9 ottobre 2011 (în italiană), Istituto Nazionale di Statistica, accesat în 16 martie 2019